# Касасола-де-Аріон
Касасола-де-Аріон (ісп. Casasola de Arión) — муніципалітет в Іспанії, у складі автономної спільноти Кастилія-і-Леон, у провінції Вальядолід. Населення — 315 осіб (2010).
Муніципалітет розташований на відстані близько 180 км на північний захід від Мадрида, 42 км на захід від Вальядоліда.

## Демографія
Динаміка населення (INE ):